# Дюрдьове
Дюрдьове (словац. Ďurďové) — село, громада округу Поважська Бистриця, Тренчинський край. Кадастрова площа громади — 4.82 км².
Населення 147 осіб (станом на 31 грудня 2021 року).

## Історія
Дюрдьове згадується 1393 року.

## Населення
| Рік:            | 1994. | 2004.   | 2014.    | 2024.   |
| --------------- | ----- | ------- | -------- | ------- |
| Кількість осіб: | 182   | 192     | 151      | 165     |
| Різниця:        |       | +5,49 % | -21,35 % | +9,27 % |

| Рік:            | 2023. | 2024.   |
| --------------- | ----- | ------- |
| Кількість осіб: | 160   | 165     |
| Різниця:        |       | +3,12 % |